# Nazoanga
Nazoanga est une commune située dans le département de Nanoro de la province de Boulkiemdé dans la région du Centre-Ouest au Burkina Faso.

## Éducation et santé
La commune accueille un centre de santé et de protection sociale (CSPS).